# Lajos Kossuth

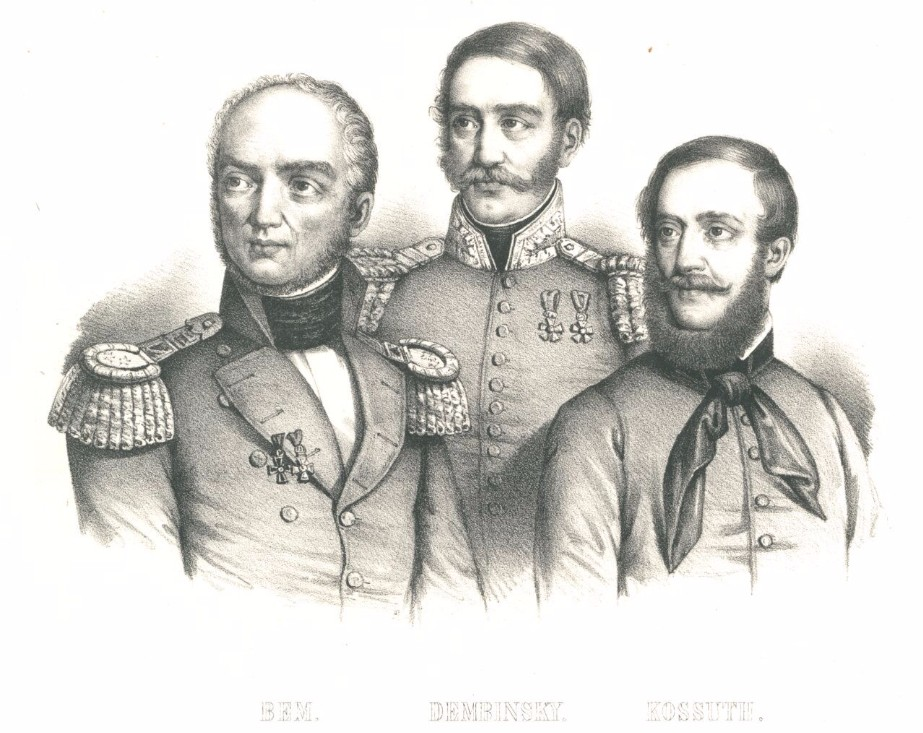
Lajos Kossuth w towarzystwie polskich generałów, Józefa Bema i Henryka Dembińskiego

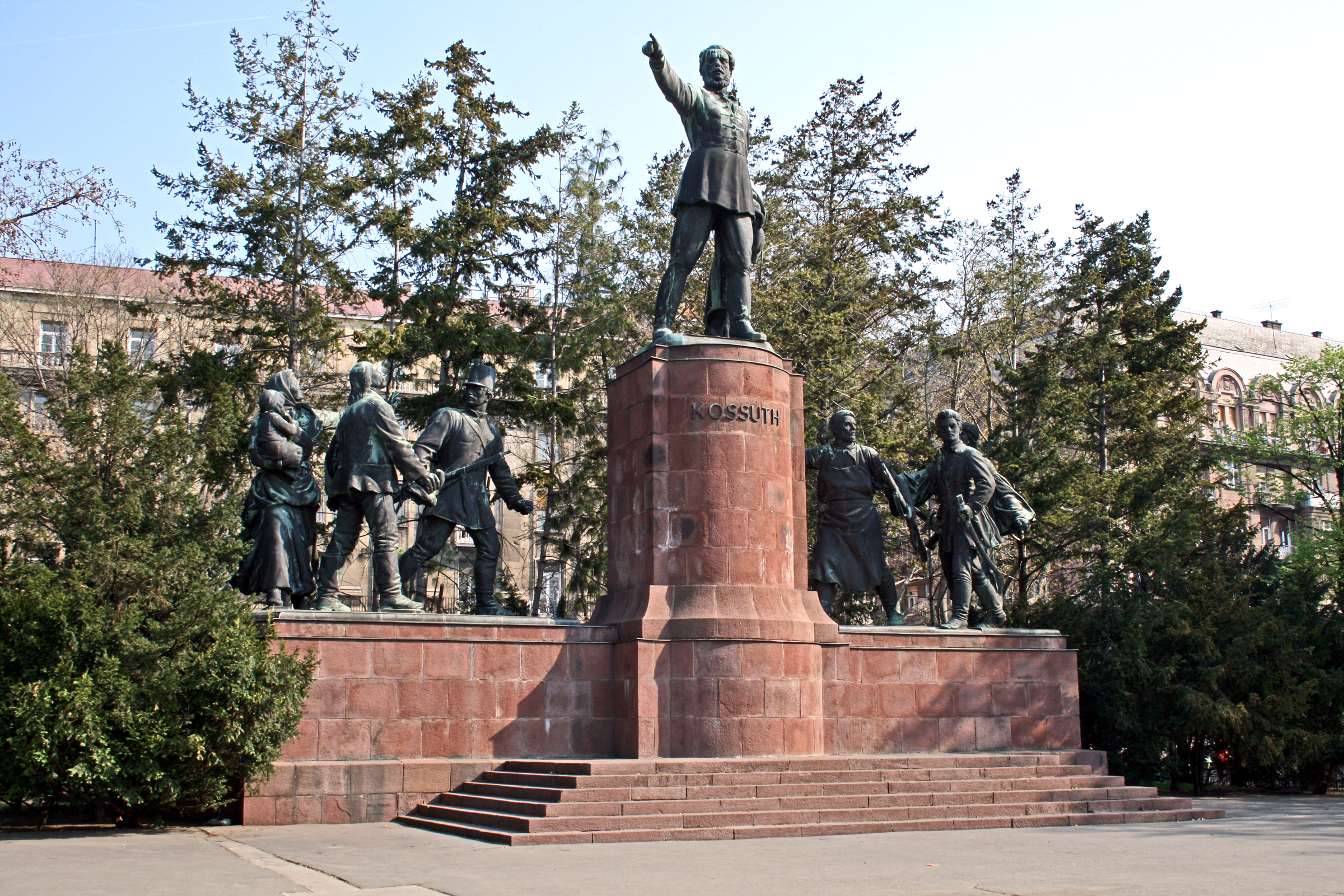
Pomnik przed parlamentem węgierskim

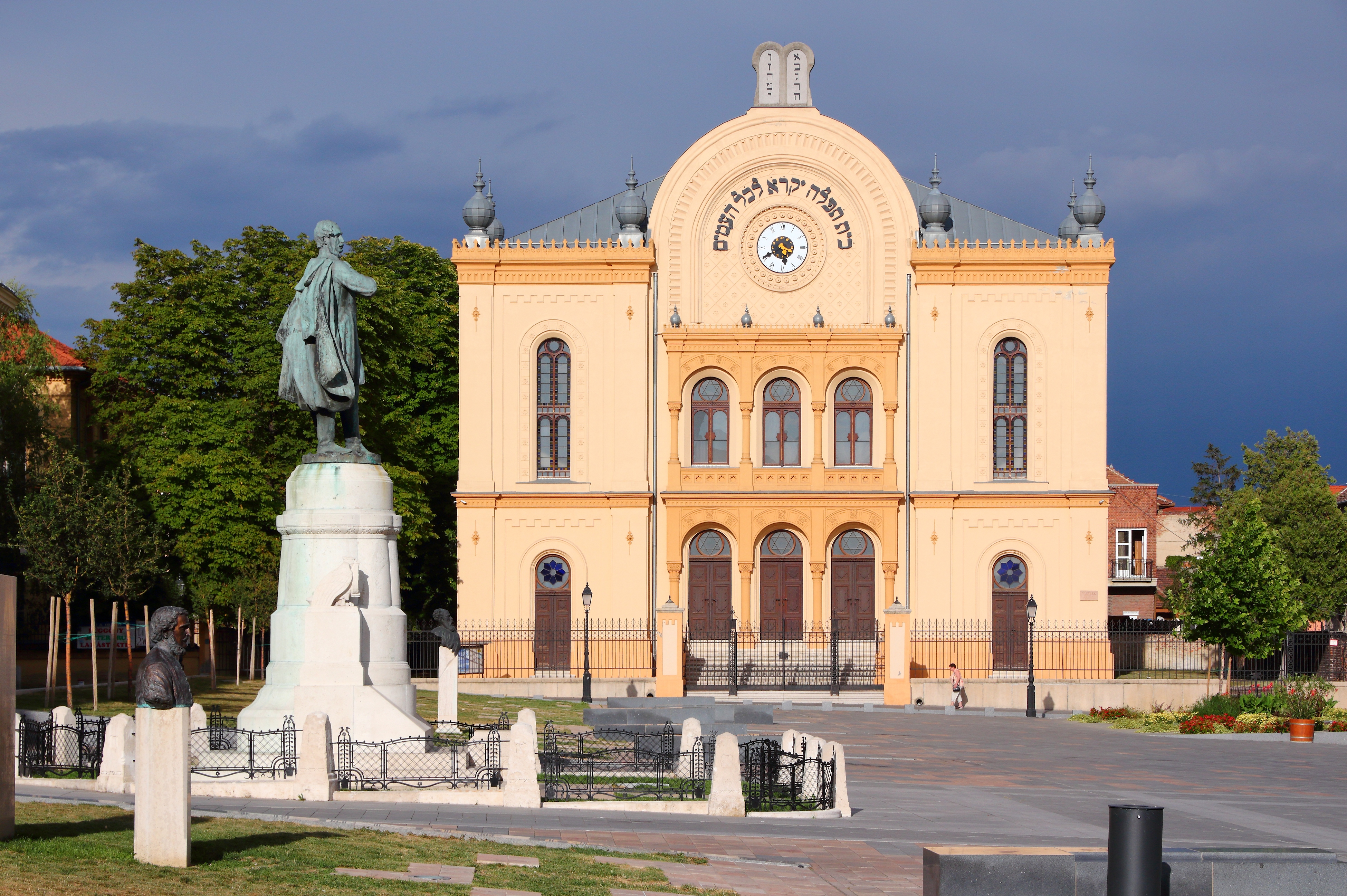
Pomnik Lajosa Kossutha na placu jego imienia w Peczu

Lajos Kossuth (ur. 19 września 1802 w Monoku, zm. 20 marca 1894 w Turynie) – węgierski polityk, szlachcic, prawnik, dziennikarz, przewodniczący Krajowego Komitetu Obrony Ojczyzny, gubernator Węgier; przywódca rewolucji węgierskiej uważany za węgierskiego bohatera narodowego.

## Życiorys
Urodził się we wsi Monok w komitacie Zemplén. Od 1825 był prawnikiem, a w latach 1825–1827, 1832–1836 i 1847–1848 węgierskim posłem skrzydła narodowo-liberalnego. 23 czerwca 1831 roku w przemówieniu wygłaszanym na sejmiku komitackim w Sátoraljaújhely poparł walkę Polaków o niepodległość w powstaniu listopadowym. W latach 40. po zaciekłej debacie prowadzonej poprzez prasę ze swym poprzednikiem hrabią Istvánem Széchenyim został liderem ruchu narodowo-liberalnego. W 1837 został oskarżony o zdradę i skazany na areszt w twierdzy. Powodem oskarżenia było opublikowanie przez niego „Obserwacji sytuacji politycznej”. Po wyjściu z więzienia został wydawcą i redaktorem naczelnym gazety narodowo-liberalnego „Pesti Hírlap”.

### Walka o niepodległość
W marcu 1848 po wybuchu Wiosny Ludów w Cesarstwie Austriackim (zwanej tam rewolucją marcową) domagał się w swej mowie z 3 marca 1848 zmiany monarchii absolutnej na konstytucyjną, jak również konstytucji dla narodów cesarstwa. Jednak podczas rewolucji jego poglądy stały się bardziej radykalne i domagał się (też z bronią w ręku) całkowitej niezależności Węgier od Austrii.
W pierwszym niezależnym węgierskim rządzie, którego premierem był Lajos Batthyány, pełnił funkcję ministra finansów i przewodniczącego komisji ds. wojskowych.
Jako wiodąca osobowość rządu zaproponował i przeprowadził liczne reformy, np. uwolnienie chłopów z poddaństwa, zniesienie pańszczyzny, likwidację przywilejów szlachty.
Utworzył też węgierskie ochotnicze siły zbrojne (Honvéd) do zwalczania proaustriackich ruchów nie-węgierskich grup narodowych, przede wszystkim Chorwatów, na terenie Węgier.
Po abdykacji cesarza Ferdynanda I w wyniku rewolucji marcowej Węgrzy w grudniu 1848 nie uznali praw cesarza Franciszka Józefa I do tronu Węgier. Mimo tego 7 marca 1849 Franciszek Józef I próbował wprowadzić na Węgrzech swoją wersję konstytucji, co spowodowało wybuch rewolucji niepodległościowej na Węgrzech i proklamację niezależności przez Kossutha (14 kwietnia 1849). Kossutha wybrano przywódcą Węgier z pełnomocnictwami władzy absolutnej. Początkowo węgierska armia rewolucyjna, którą ochotniczo wspierali polscy emigranci, pokonała wojska austriackie pod wodzą księcia Alfreda von Windischgrätz. Jednym ze znanych Polaków walczących w węgierskiej armii był gen. Józef Bem. Ostatecznie jednak przy poparciu Rosjan i Chorwatów udało się Austriakom zmienić bieg zdarzeń. W kleszczach między rosyjskimi wojskami z północy i wschodu, chorwackimi z południa i austriackimi z zachodu został zdławiony węgierski ruch wolnościowy, a Węgry stały się ponownie częścią monarchii Habsburgów.
Po klęsce rewolucji i wojny niepodległościowej 13 węgierskich generałów i oficerów (w Aradzie) i byłego premiera Batthyánya (w Peszcie) skazano na śmierć. Wyroki wykonano 6 października 1849. Jedna z legend, którą – według węgierskiego historyka Róberta Hermanna – stworzyli handlarze winem, mówi, że jakoby po egzekucji austriaccy oficerowie stuknęli się na toast piwem i w związku z tym stukanie się piwem na Węgrzech jest do dziś źle widzianym i obraźliwym gestem.

### Emigracja
Sam Kossuth został również (zaocznie) skazany na śmierć. Uniknął jednak egzekucji, gdyż udało mu się uciec za granicę: najpierw do Imperium Osmańskiego, a następnie do Anglii, gdzie poznał Giuseppe Mazziniego. Później we Włoszech spotkał Giuseppe Garibaldiego i utworzył węgierski legion, który walczył w północnych Włoszech przeciwko Austriakom. W 1867 w ramach węgiersko-austriackiego pojednania i związanej z nim amnestii dla byłych powstańców, również wyrok Kossutha cofnięto, w zamian za to cesarz Franciszek Józef I został królem Węgier. Jednakże, jako przeciwnik ugody z Austrią, Kossuth pozostał we Włoszech, umierając w Turynie 20 marca 1894. Kossuth został pośmiertnie zrehabilitowany również przez oficjalne władze austriackie. Cesarz Franciszek Józef I sprowadził uroczyście jego zwłoki do Budapesztu, gdzie zostały one przy udziale tłumów honorowo pochowane.

## Droga Węgier do niepodległości
Pozycja Węgier w monarchii habsburskiej uległa zmianie w wyniku kryzysu wywołanego wojną prusko-austriacką z 1866 roku. W 1867 uzyskały znaczną poprawę statusu i równouprawnienie z Austrią, co oficjalnie manifestowało się zmianą nazwy monarchii austriackiej na Austro-Węgry (niem. kaiserliche und königliche Monarchie Österreich-Ungarn albo w skrócie K.u.K. Monarchie). Od tej pory kraj Franciszka Józefa I stał się monarchią dualistyczną o statusie pojedynczego państwa, które składało się z dwóch członów. Dla podkreślenia zasług Kossutha dla wolności i niepodległości Węgier bezpośrednio przed budynkiem parlamentu węgierskiego w Budapeszcie stoi jego pomnik. Angielski poeta Algernon Charles Swinburne uczcił Kossutha sonetem To Louis Kossuth, opublikowany w tomiku Poems and Ballads. Second Series z 1878.

## Upamiętnienie
Na jego cześć został nazwany plac Kossuth tér w Budapeszcie, oraz ulice m.in. również w Budapeszcie, Győrze i Miszkolcu.

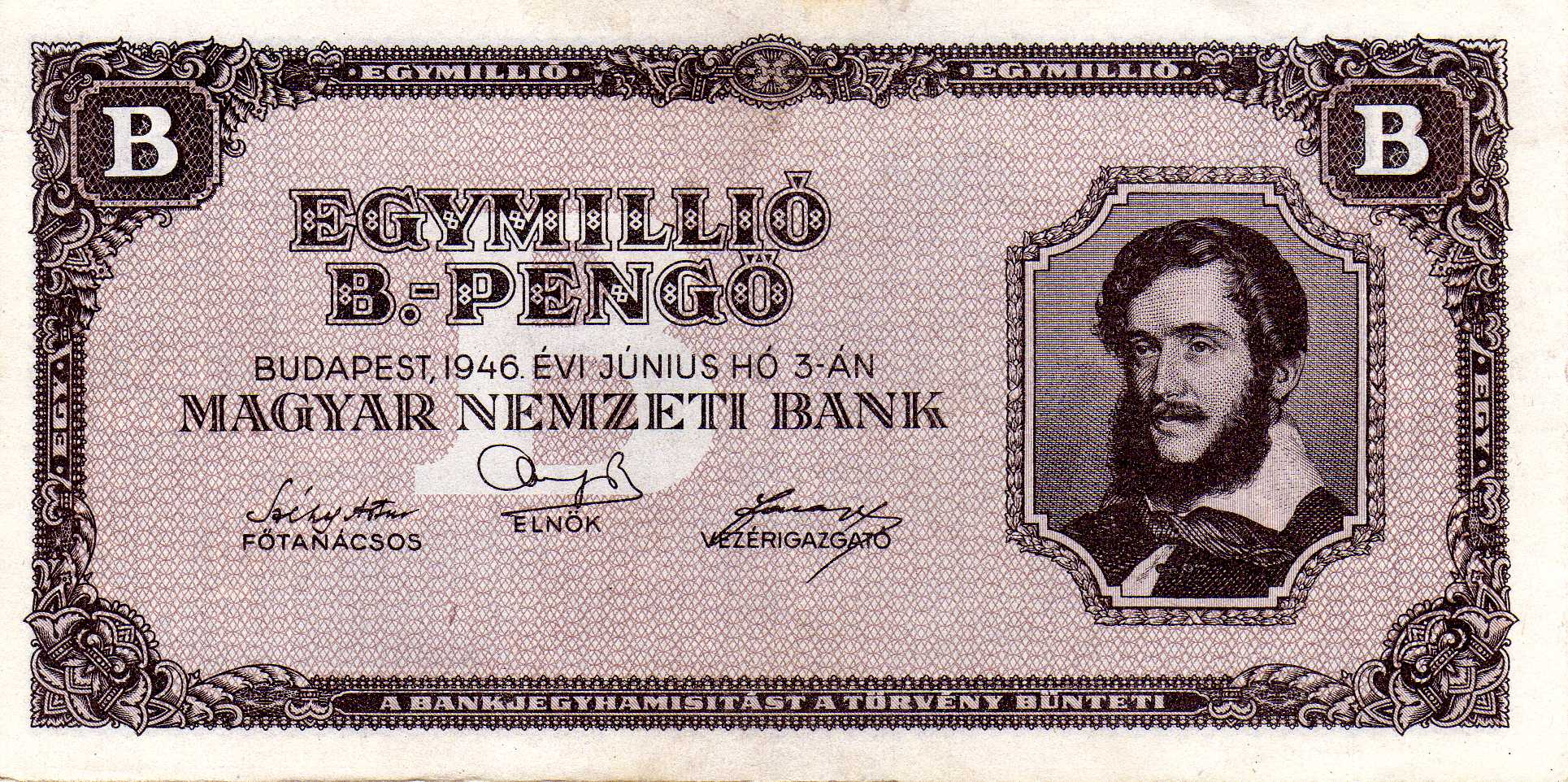
Banknot 1 miliona bilpengő z wizerunkiem Kossutha

Lajos Kossuth widnieje m.in. na banknotach 10 milionów milpengő oraz na 1 milionie bilpengő, oraz na monecie 5 forintów

### Upamiętnienie w Polsce
Od 25 października 1976 r. polityk jest patronem ulicy na terenie obecnej dzielnicy Bemowo w Warszawie.